# X Sporting Club
El X Sporting Club fou un club de futbol català d'inicis de segle XX de la ciutat de Barcelona.

## Història

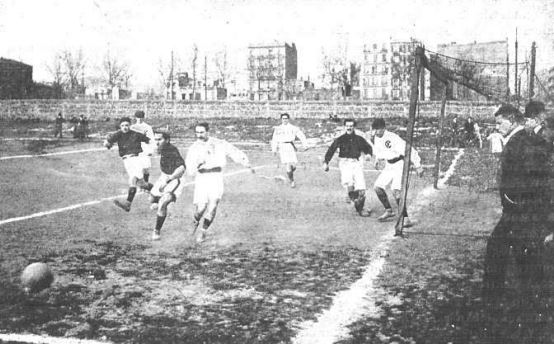
Partit el 1907 contra el FC Barcelona

El club es va fundar l'any 1902 amb el nom de Football Club X i el 1903 ocupà el camp de futbol del FC Irish, que acabava de desaparèixer, al Nou Velòdrom de Barcelona al carrer Aragó.
L'any 1906 el RCD Espanyol va suspendre activitats per manca de jugadors, ja que la majoria d'ells eren estudiants universitaris i es matricularen per estudiar a universitats de fora de Catalunya, i la resta ingressaren a l'X, fet que significà un salt de qualitat per al club.
L'any 1908 adoptà el nom de X Sporting Club amb la intenció de crear seccions d'hoquei i tennis, i s'instal·là a uns terrenys al carrer Marina.
L'equip lluïa camisa blanca amb una X al pit i de vegades també una de negra. Fou tres cops consecutius campió de Catalunya.
El 27 de desembre de 1908 els socis de l'X decidiren canviar el nom a Club Deportiu Espanyol i fusionar-se amb el Club Espanyol de Jujitsu, fet que suposà la desaparició del club.

## Temporades
| Nom del club                | Temporada | Campionat                         | Posició   |
| --------------------------- | --------- | --------------------------------- | --------- |
| Foot-ball Club X            | 1902-03   | Copa Barcelona                    | es retirà |
| Foot-ball Club X            | 1903-04   | C. de Catalunya Primera categoria | 8è        |
| Foot-ball Club X            | 1904-05   | C. de Catalunya Primera categoria | 5è        |
| Foot-ball Club X            | 1905-06   | C. de Catalunya Primera categoria | Campió    |
| Foot-ball Club X            | 1906-07   | C. de Catalunya Primera categoria | Campió    |
| X Sporting Club             | 1907-08   | C. de Catalunya Primera categoria | Campió    |
| X Sporting Club/CD Espanyol | 1908-09   | C. de Catalunya Primera categoria | 3r        |